# Jean Seberg
Jean Seberg (Marshalltown, Iowa 13 de novembre del 1938 - París, 8 de setembre del 1979) va ser una actriu estatunidenca. És famosa per les pel·lícules Joana d'Arc (1957), Bon dia tristesa (1958), Al final de l'escapada (1960) i Lilith (1964).

## Biografia
El seu màxim desig era ésser actriu de cinema. Estudià a la Universitat d'Iowa i després va ser la protagonista de la pel·lícula Joana d'Arc, dirigida per Otto Preminger del 1957. Segons la documentació existent, per a aquest paper van rebre's ofertes de 18.000 candidates.
L'any següent Seberg va fer la segona pel·lícula, també amb Preminger, Bonjour tristesse, adaptació de l'exitosa novel·la homònima de Françoise Sagan. Un any després protagonitzà amb Jean-Paul Belmondo Al final de l'escapada (À bout de souffle), de Jean-Luc Godard, que la convertí en una actriu coneguda a Europa. No va tenir la mateixa sort als Estats Units, i per això va seguir treballant a Europa. Va fer moltes pel·lícules, algunes amb els millors directors, però amb èxit variable.
Era simpatitzant dels Panteres negres, fet que va portar-la a complicacions amb els sectors més reaccionaris de Hollywood, que va fer campanyes en contra d'ella. Àdhuc arribà a ésser vigilada per l'FBI.
Unes quantes vegades va tornar als Estats Units per fer-hi una pel·lícula, entre elles Lilith (1964), una dolça història romàntica amb Warren Beatty i el famós western musical Paint Your Wagon (1969) amb Clint Eastwood i Lee Marvin.
Seberg va estar casada quatre cops. Els tres primers van acabar amb un divorci. El 1979 als 40 anys va morir, en circumstàncies no del tot aclarides. Sembla que Seberg era més fràgil i vulnerable que no semblava i que es suïcidà amb una sobredosi de barbitúrics. La seva filla Nana va morir als dos dies de néixer i ella no es va recuperar mai del cop. Intentà suïcidar-se el dia que hauria fet anys el 1979.

## Filmografia
- La donzella d'Orleans (Saint Joan) (1957)
- Bonjour tristesse (1958)
- The Mouse That Roared (1959)
- Al final de l'escapada (À bout de souffle) (1959)
- Let No Man Write My Epitaph (1960)
- Time Out for Love (1961)
- La récréation  (1961, amb el seu marit François Moreuil)
- L'Amant de cinq jours (1961)
- Congo Vivo (1962)
- A l'estil francès (In the French Style) (1962)
- Les Plus Belles Escroqueries du Monde
- Lilith (1964)
- The Beautiful Swindlers (1964)
- Échappement libre (1964)
- Moment to Moment (1965)
- Un Milliard dans un Billard (1965)
- A Fine Madness (1966)
- La Ligne de démarcation (1966)
- Revolta al Carib (Estouffade a la Caraïbe)  (1967)
- The Road to Corinth (1968)
- Birds in Peru (1968, amb el seu marit Romain Gary)
- El pèndol (Pendulum) (1968)
- Paint Your Wagon (1969)
- Ondata di Calore  (1970)
- Airport (1970)
- Macho Callahan (1970)
- Kill! (1972)
- Questa Specie d'Amore  (1972)
- L'atemptat (L'attentat)  (1972)
- Camorra (1972)
- The Corruption of Chris Miller (1973)
- Mousey (or Cat & Mouse) (1974)
- Les Hautes solitudes (1974)
- Ballad for the Kid (1974)
- White Horses of Summer (1975)
- Die Große Ekstase (1975, amb el seu marit Dennis Berry)
- The Wild Duck (1976)
- La Légion Saute sur Kolwezi